# Sint-Jacobus de Meerderekerk (Vlissingen)
De Sint-Jacobus de Meerderekerk was een rooms-katholieke kerk aan de Pottekaai (nu Wilhelminastraat) in Vlissingen, in de Nederlandse provincie Zeeland. 
De kerk werd in 1858 gebouwd ter vervanging van een kerk uit 1806. De architect was Theo Molkenboer, die een eenbeukige kerk ontwierp in neogotische stijl. Boven de ingang stond een kleine toren. De Jacobus was oorspronkelijk de parochiekerk van Vlissingen, maar verloor die functie in de jaren 30 aan de grotere Onze-Lieve-Vrouw van de Rozenkranskerk aan de Singel. In 1938 werd de Jacobuskerk gesloten en afgebroken.

## Referentie
- Reliwiki - Vlissingen, Jacobus de Meerdere